# Semiothisa ornataria
Semiothisa ornataria är en fjärilsart som beskrevs av John Henry Leech 1897. Semiothisa ornataria ingår i släktet Semiothisa och familjen mätare. Inga underarter finns listade i Catalogue of Life.